# کرنوله
کرنوله (به صربی: Krnule) یک منطقهٔ مسکونی در صربستان است که در ولادیمیرتسی واقع شده‌است. کرنوله ۱٬۰۸۴ نفر جمعیت دارد.